# Президент Сьєрра-Леоне
Президент Республіки С'єрра-Леоне — голова держави Сьєрра-Леоне. Посада виникла в 1971 р. з проголошенням С'єрра-Леоне республікою. Президент С'єрра-Леоне має більшість влади в країні, здійснюючи виконавчу владу.

## Перелік президентів С'єрра-Леоне
- 11 — 21 квітня 1971 — Крістофер Окоро Коле
- 21 квітня 1971 — 28 листопада 1985 — Сіака Стівенс
- 28 листопада 1985 — 29 квітня 1992 — Джозеф Саїду Момо
- 30 квітня — 1 травня 1992 — Яг'я Кану
- 1 травня 1992 — 16 січня 1996 — Валентин Страссер
- 17 січня — 29 березня 1996 — Маада Вочі
- 29 березня 1996 — 25 травня 1997 — Агмад Теджан Кабба
- 26 травня 1997 — 13 лютого 1998 — Джон Пол Корома
- 13 лютого 1998 — 17 вересня 2007 — Агмад Теджан Кабба (2 — ий раз)
- 17 вересня 2007 — 4 квітня 2018 — Ернест Бай Корома
- 4 квітня 2018 - і зараз -  Джуліус Маада Біо